# Jazz i blåton
Jazz i blåton från 2002 är ett samlingsalbum med Lars Gullin. Inspelningarna är gjorda under 1951. Överföringen från 78-varvarna är gjord av Ingemar Lindqvist.

## Låtlista
1. Deep Purple (Peter DeRose) – 2:33
2. Summertime (George Gershwin/Ira Gershwin/DuBose Heyward) – 2:40
3. Laura (David Raksin/Johnny Mercer) – 3:10
4. I Got It Bad and That Ain't Good (Duke Ellington/Paul Francis Webster) – 2:59
5. Blue Lou (Edgar Sampson/Irving Mills) – 2:49
6. Gull in a Gulch (Lars Gullin) – 2:40
7. That's It (Lars Gullin) – 2:52
8. Alone (Arthur Freed/Herb Brown) – 2:56
9. Continental (Conrad Magidson) – 2:34
10. All Yours (Jack Norén) – 3:00
11. Lullaby in Rhythm (Clarence Profit/Edgar Sampson) – 2:48
12. Jumpin with Symphony Sid (Lester Young) – 2:43
13. Dancing in the Dark (Arthur Schwartz/Howard Dietz) – 2:41
14. All God's Chillun' Got Rhythm (Bronislaw Kaper/Gus Kahn/Walter Jurmann) – 3:00
15. Fjäriln vingad syns på Haga (Carl Michael Bellman) – 2:36
16. Danny-O (Lars Gullin) – 3:03
17. Pick Yourself Up (Jerome Kern) – 2:42
18. Strike Up the Band (George Gershwin) – 3:20

## Inspelningsdata
Samtliga inspelningar är gjorda i Stockholm.
10 januari 1951 – spår 11, 12
21 februari 1951 – spår 1, 6, 7, 10
21 april 1951 – spår 3, 5, 14, 16
24 april 1951 – spår 18
4 juli 1951 – spår 15
5 september 1951 – spår 2, 17
9 september 1951 – spår 4, 8, 9, 13

## Medverkande
- Lars Gullin – barytonsax
- Arne Domnérus – altsax (spår 1, 11, 12, 15, 17, 18)
- Lars Bergström – altsax (spår 3, 5, 14, 16)
- Carl-Henrik Norin – tenorsax (spår 2, 15, 17)
- Rolf Blomquist – tenorsax (spår 11, 12, 18)
- Rolf Ericson – trumpet (spår 2, 3, 5, 11, 12, 14–18)
- Leppe Sundewall – trumpet (spår 3, 5, 14, 16)
- Putte Wickman – klarinett (spår 2, 17)
- Åke Persson – trombon (spår 2, 3, 5, 14,16, 17)
- Ulf Linde – vibrafon (spår 17)
- Bengt Hallberg – piano (spår 1, 2, 6, 7, 10, 15, 17)
- Gunnar Svensson – piano (spår 4, 8, 9, 11–13, 18)
- Mats Olsson – piano (spår 3, 5, 14, 16)
- Yngve Åkerberg – bas (spår 4, 8, 9, 11–13, 18)
- Gunnar Almstedt – bas (spår 1, 6, 7, 10)
- Simon Brehm – bas (spår 2, 15, 17)
- Bengt Wittström – bas (spår 3, 5, 14, 16)
- Sten Carlberg – gitarr (spår 2, 17)
- Jack Norén – trummor (spår 1, 2, 4, 6–13, 15, 17, 18)
- Nils-Bertil Dahlander – trummor (spår 3, 5, 14, 16)